# Larry Craig
Larry Edwin Craig (20 de Julho de 1945) é um político estadounidense do estado de Idaho. Pertence ao Partido Republicano e foi membro do Senado dos Estados Unidos entre 1991 e 2009, quando decidiu não concorrer a reeleição após um escândalo de âmbito sexual. Não sendo proposto para representar o Partido, foi substituído por Jim Risch.
Entre 1981 e 1991 representou o primeiro distrito do Idaho na Câmara de Representantes dos Estados Unidos.